# Make Up store
Make Up Store är ett svenskt sminkföretag med butiker runt om i världen. Företaget grundades 1996 av Mika Liias. 

## Historia
Make Up store startade som en enstaka butik på skolan IMC (International Makeup Center) i Stockholm med syfte att sälja smink och verktyg till skolans elever. En butik för allmänheten öppnades 1996 på Drottninggatan i Stockholm.
De första dagskassan uppges ha varit på 89 kr. År 2018 omsatte företaget drygt 86 miljoner kr. Företaget har butiker i ett stort antal länder och har i Sverige samarbete med bland andra Åhlénskoncernen.